# Premier Guitar
Premier Guitar — ежемесячный музыкальный журнал для гитаристов. Содержит интервью знаменитых гитаристов, обзоры музыкальных альбомов и оборудования, а также гитарные и басовые табулатуры (в каждом выпуске печатаются табулатуры пяти различных композиций). Выпускается 12 раз в год (каждый месяц и один праздничный номер).
Первый номер журнала вышел в июле 2007 года. За свою историю Premier Guitar брал интервью у многих гитаристов, имеющих заметное влияние в рок-музыке, в том числе у Пит Таунсенд (The Who), Рон Вуд (The Rolling Stones), Джо Перри (Aerosmith), Гатри Гован, Брент Хайндс и Билл Келлихер (Mastodon), Дэйв Мастейн и Крис Бродерик (Megadeth) и конструктор музыкальных инструментов Юрий Ландман.